# Tasikmalaya
Tasikmalaya (chinês: 打橫, pinyin: Dǎhéng) é uma cidade na província de Java Ocidental, na Indonésia. A cidade é por vezes apelidado de "Cidade dos Mil Pesantrens" por sua abundância de colégios islâmicos. Localizada a cerca de 120 quilômetros a sudeste da capital da província, Bandung, Tasikmalaya é atravessada pela Rota Nacional 3.
A cidade está localizada na região montanhosa de Java, a uma altitude de 351 metros. A população da cidade (excluindo a Regência de Tasikmalaya, que rodeia a cidade a oeste, sul e leste) era 635 464 habitantes de acordo com o Censo de 2010, de de 719.528 em 2015. Sua área metropolitana é a casa de 1 339 891 habitantes em 2010.